# 1902 год в театре
1902 год в театре

## Знаменательные события
- 17 февраля в Красноярске состоялось открытие Народного дома-театра, которому было присвоено имя А. С. Пушкина (ныне Драматический театр им. А. С. Пушкина (Красноярск).

## Персоналии

### Родились
- 1 января — Аньес Суре, французская актриса и танцовщица, первая в истории победительница первого национального конкурса красоты Мисс Франция.
- 2 января — Фёдор Иванович Радчук, актёр театра и кино, народный артист Украинской ССР.
- 31 января — Алексей Николаевич Грибов, советский актёр театра и кино, народный артист СССР, Герой Социалистического Труда.
- 11 февраля — Любовь Петровна Орлова, советская актриса театра и кино, лауреат двух Сталинских премий (1941, 1950), народная артистка СССР (1950).
- 4 марта — Рахиль Михайловна Мессерер-Плисецкая, актриса немого кино, мать балерины Майи Плисецкой.
- 19 апреля — Всеволод Николаевич Аксёнов, советский актёр театра и кино, театральный педагог, заслуженный артист РСФСР.
- 17 (30) апреля 1902 года — Пётр Владимирович Вильямс, советский живописец, сценограф и театральный художник.
- 1 июня — Зоя Михайловна Гайдай, оперная певица (сопрано), лауреат Сталинской премии, народная артистка СССР.
- 9 июля — Альфред Ребане, эстонский актёр и режиссёр. Народный артист Эстонской ССР. Лауреат Премии Советской Эстонии (1950).
- 24 октября (6 ноября) — Татьяна Георгиевна Бруни, театральный художник, график и педагог; заслуженный деятель искусств РСФСР (1960), лауреат Сталинской премии (1950).
- 2 ноября — Михаил Яншин, советский актёр театра и кино, режиссёр, народный артист СССР (1955).
- 7 ноября — Рина Зелёная, актриса театра и кино, народная артистка РСФСР (1970).
- 10 ноября — Уварова, Елизавета Александровна, советская актриса театра и кино, заслуженная артистка РСФСР.
- 10 ноября — Эраст Павлович Гарин, советский актёр театра и кино, режиссёр, сценарист, лауреат Сталинской премии (1941), народный артист СССР (1977).
- 23 ноября (6 декабря) — Николай Иванович Тарасов, артист балета, солист Большого театра, балетный педагог; заслуженный артист РСФСР, лауреат Госпремии СССР.

### Скончались
- 5 мая — Юлиус-Вальдемар Гроссе, немецкий драматург (род. 1828).